# Rauschenberg, Hessen
Rauschenberg är en stad i Landkreis Marburg-Biedenkopf i Regierungsbezirk Gießen i förbundslandet Hessen i Tyskland. De tidigare kommunerna Albshausen, Bracht, Ernsthausen, Josbach, Schwabendorf och Wolfskaute uppgick i Rauschenberg, Hessen 31 december 1971.